# Filippo Fiumanò
Filippo Fiumanò, né le 23 février 2003 à Milan, est un footballeur italien qui joue au poste de défenseur central à la Juventus FC.

## Biographie

### Carrière en club
Né à Milan, en Italie, Filippo Fiumanò est formé par le Juventus FC,, où il commence sa carrière professionnelle avec l'équipe reserve. Il joue son premier match en Serie C avec l'équipe le 1er décembre 2021, remplaçant Fabrizio Poli à la 86e minute d'une défaite 2-0 contre Padoue.
En août 2022, Fiumanò est prêté au Montevarchi en Serie C, pour une saison,.

### Carrière en sélection
En septembre 2022, Filippo Fiumanò est convoqué pour la première fois avec l'équipe d'Italie des moins de 20 ans,,.
Il est convoqué avec l'équipe d'Italie des moins de 20 ans pour participer à la Coupe du monde des moins de 20 ans qui a lieu en mai et juin 2023. Après avoir éliminé l'Angleterre,, championne d'Europe en titre, puis la Colombie, l'Italie s'impose face à la Corée du Sud en demi-finale (2-1), pour atteindre l'ultime niveau de la compétition,. En finale, les jeunes italiens s'inclinent face à l'Uruguay, après un but dans les dernières minutes du match (1-0),.

## Palmarès
Italie -20 ans
- Coupe du monde
  - Finaliste en 2023